# St. Margaretha (Hohenstadt)

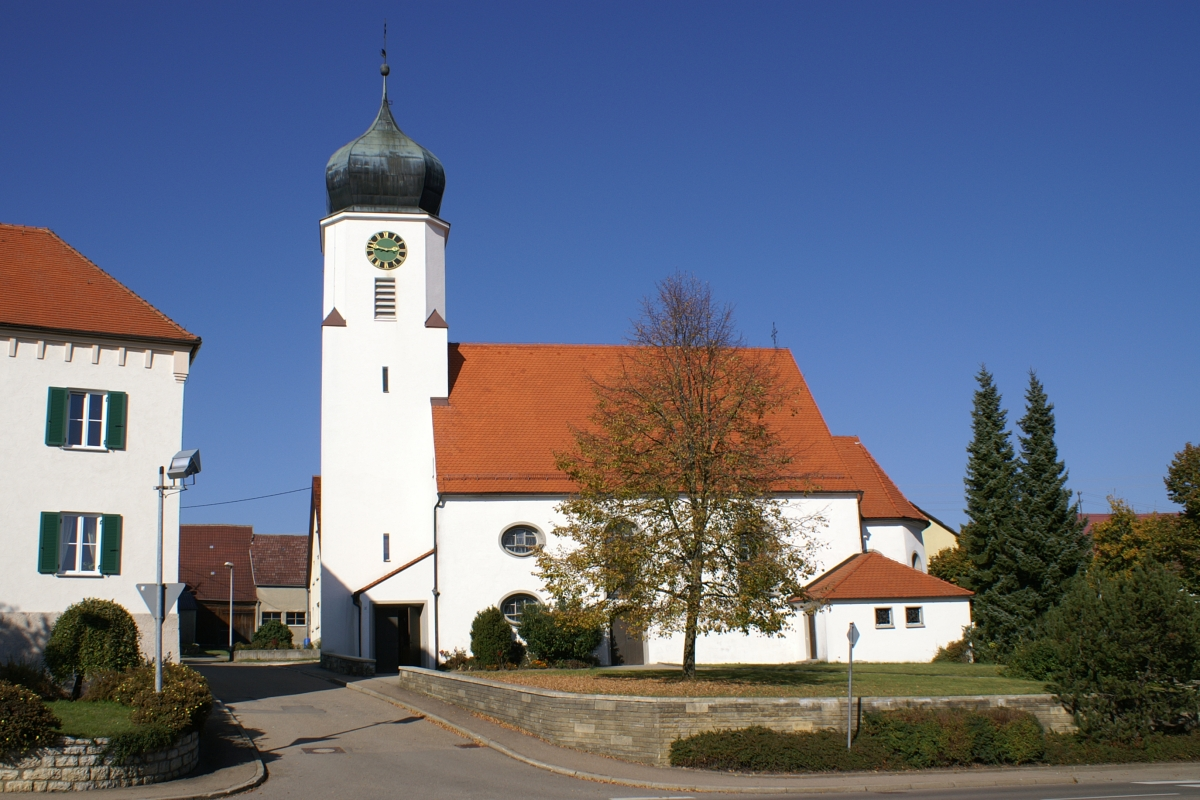
St. Margaretha in Hohenstadt

Die römisch-katholische Pfarrkirche St. Margaretha ist ein geschütztes Kulturdenkmal nach dem Denkmalschutzgesetz. Sie steht in Hohenstadt, einer Gemeinde im Landkreis Göppingen in Baden-Württemberg. Die Kirchengemeinde gehört zum Dekanat Göppingen-Geislingen in der Diözese Rottenburg-Stuttgart.

## Beschreibung
Die Saalkirche besteht aus einem 1748 gebauten Langhaus, einem eingezogenen, halbrund geschlossenen Chor im Osten und einem Fassadenturm im Westen, die beide im Kern wesentlich älter sind. Der Fassadenturm wurde mit einem Geschoss mit abgeschrägten Ecken aufgestockt, das die Turmuhr und den Glockenstuhl beherbergt, und mit einer Zwiebelhaube bedeckt.
Zur Kirchenausstattung gehört ein um 1858 gebauter Hochaltar, dessen hölzerne Statuen, wie die Mondsichelmadonna, bereits um 1490 in der Ulmer Schule entstanden sind. Die von Johann Baptist Straub gebaute Kanzel stammt aus einer abgebrochenen Wallfahrtskirche. Die heutige Orgel wurde 2015 aufgestellt.  